# 03式 (航空機)
03式 コンドル1型（03しき コンドル1がた）は、日本軽飛行機が開発したモーターグライダー。名称は「03式 コンドル1型」の他に、漢数字を用いて「零三式 コンドル一型」と表記されることもある。

## 概要
1953年（昭和28年）10月20日、日本軽飛行機は津野藤吉郎の設計による03式を機体検査に合格させ、同年10月27日に宇都宮飛行場で公式飛行試験を実施した。この際の飛行は4回ほど繰り返され、滞空時間6分15秒を記録するなど好成績を示した。しかし、1955年（昭和30年）の時点で、03式に対して「失敗に終わった」旨の評価が下されている。
機体は単座のソアラーに出力8 hpのエンジンを搭載したもので、「パワーグライダー」とも呼ばれる。1954年（昭和29年）の時点では、性能を向上させるべくエンジン出力の増強も検討されていた。なお、公式飛行試験時の発航は自動車引航によって行われている。